# Han Dejun
Han Dejun (韩德君S, Hán DéjūnP; Panjin, 10 maggio 1987) è un cestista cinese.